# Wöllersdorf-Steinabrückl
Wöllersdorf-Steinabrückl ist eine Marktgemeinde im Bezirk Wiener Neustadt in Niederösterreich mit 5094 Einwohnern (Stand 1. Jänner 2025).

## Geografie

Wöllersdorf (Mitte oben), im Süden die Feuerwerksanstalt, um 1873 (Aufnahmeblatt der Landesaufnahme)

Wöllersdorf-Steinabrückl liegt im Industrieviertel in Niederösterreich. Die Fläche der Marktgemeinde umfasst 14,46 Quadratkilometer. 43,2 Prozent der Fläche sind bewaldet.

### Gemeindegliederung
Das Gemeindegebiet umfasst folgende zwei Ortschaften (in Klammern Einwohnerzahl Stand 1. Jänner 2025):
- Steinabrückl (2222)
- Wöllersdorf (2872)

Die Gemeinde besteht aus den Katastralgemeinden Steinabrückl und Wöllersdorf.
| Gliederung \| Katastralgemeinden \| Ortschaften in der Gemeinde \| \| ----------------------------------------------- \| -------------------------------------------------------------------------------------------------------- \| \| Steinabrückl (2,87 km²) Wöllersdorf (11,60 km²) \| Steinabrückl (D) · Wöllersdorf (M) Fischaberg (Sdlg) Siedlung Feuerwerksanst.(Sdlg) Villenkolonie (Sdlg) \| \| Legende \| \| | |
| Katastralgemeinden | Ortschaften in der Gemeinde                                                                              |
| Steinabrückl (2,87 km²) Wöllersdorf (11,60 km²) | Steinabrückl (D) · Wöllersdorf (M) Fischaberg (Sdlg) Siedlung Feuerwerksanst.(Sdlg) Villenkolonie (Sdlg) |
| Legende | |

### Nachbargemeinden
|                | Matzendorf-Hölles                           | Felixdorf       |
| Markt Piesting | Kompassrose, die auf Nachbargemeinden zeigt | Theresienfeld   |
|                | Bad Fischau-Brunn                           | Wiener Neustadt |

## Geschichte
Das Gebiet von Wöllersdorf war in der Steinzeit besiedelt, das ist durch archäologische Funde belegt. Es wurden mehrere Arbeitsplätze und eine seltene steinzeitliche Ofenanlage gefunden, die in das 6. und 5. Jahrtausend v. Chr. datiert wurden und möglicherweise auch der Kupferverarbeitung dienten.
Vor Christi Geburt war das Gebiet Teil des keltischen Königreiches Noricum und gehörte zur Umgebung der keltischen Höhensiedlung Burg auf dem Schwarzenbacher Burgberg, welche Hauptort für das gesamte Nord-Ost-Norikum war. Später unter den Römern lagen die heutigen Orte Steinabrückl und Wöllersdorf dann in der Provinz Pannonia. Die keltische Siedlung ist ebenfalls durch archäologische Funde belegt. Steinabrückl war in der frühgeschichtlichen Zeit ein Verkehrsknotenpunkt. Hier führten seit der Bronzezeit Wege aus dem heutigen Burgenland auf den neolithischen Salzweg, welcher von Vindobona nach dem Halltal bei Mariazell führte. Der Name des Ortes Wöllersdorf geht nicht auf das slawische Welan zurück, sondern ist viel älter. Er bezieht sich vielmehr auf das Indogermanische „wella“, d. h. Wasserschwall. Und tatsächlich zieht eine Felsbarriere durch den Ort, der in vorgeschichtlicher Zeit den Piestingfluss aufstaute. Auch Steinabrückl geht auf das keltische „brig“ = Furt über einen Berg oder Fluss, zurück. Der Anlaut Stein hat mit einem Opferstein, welcher sich auf einer Piestinginsel befand, zu tun. Es gab, wie immer fälschlich behauptet wurde, keine Römerbrücke über die Piesting. Steinabrückl war seit der Römerzeit Grenzpunkt zwischen den Municipien Vindobona, Carnuntum und Scarbantia. Unter den Karolingern war die Piesting Grenze zwischen den Bistümern Passau und Salzburg und im frühen Mittelalter herrschaftliche Grenze zwischen dem Herzogtum Kärnten und der „marca orientalis“ = Österreich. Die erste Erwähnung von Wöllersdorf war „Welanstorf“ im Jahr 1156, die erste urkundliche Erwähnung 1230. „Steinenbruck“ wurde 1244 erstmals erwähnt. Bis 1800 war der Ort vier Herrschaften zugeteilt. Fischau, Hernstein, Enzersfeld und der Stadt Wr. Neustadt.
Nach dem Ungarneinfall 1477 war Steinabrückl für mehrere Jahre von der Landkarte gelöscht, auch Wöllersdorf fiel 1683 der Türkenbelagerung zum Opfer.
Ab 1815 entstanden auf dem Gelände zwischen Wiener Neustadt und Wöllersdorf Anlagen zur Produktion von Raketen und Explosivstoffen, zunächst unter dem Namen Feuerwerksanstalt. Später erhielten sie den Namen Wöllersdorfer Werke. Die Wasserkaserne wurde zur Unterbringung des Produktionspersonals gebaut. Feuerwerksanstalt ist noch heute der Name eines Ortsteiles. Während des Ersten Weltkrieges befand sich in Wöllersdorf die größte Munitionsfabrik der Monarchie. Bei einer Explosion in dieser Fabrik starben am 18. September 1918 mindestens 382 Menschen. Zu Spitzenzeiten arbeiteten bis zu 40.000 Menschen in der militärischen Industrie der Region. Zur Versorgung und durch den Anstieg des Fremdenverkehres wurde 1897 die Schneebergbahn gebaut, nachdem schon vorher 1878 die Gutensteiner Bahn errichtet worden war: Das Bahnnetz innerhalb der Fabrik und dem angeschlossenen Großmittel betrug über 100 km. In der Fabrik selbst kam es immer wieder zu Explosionskatastrophen, die schwerste im September 1914 als über 500 Arbeiter ums Leben kamen.

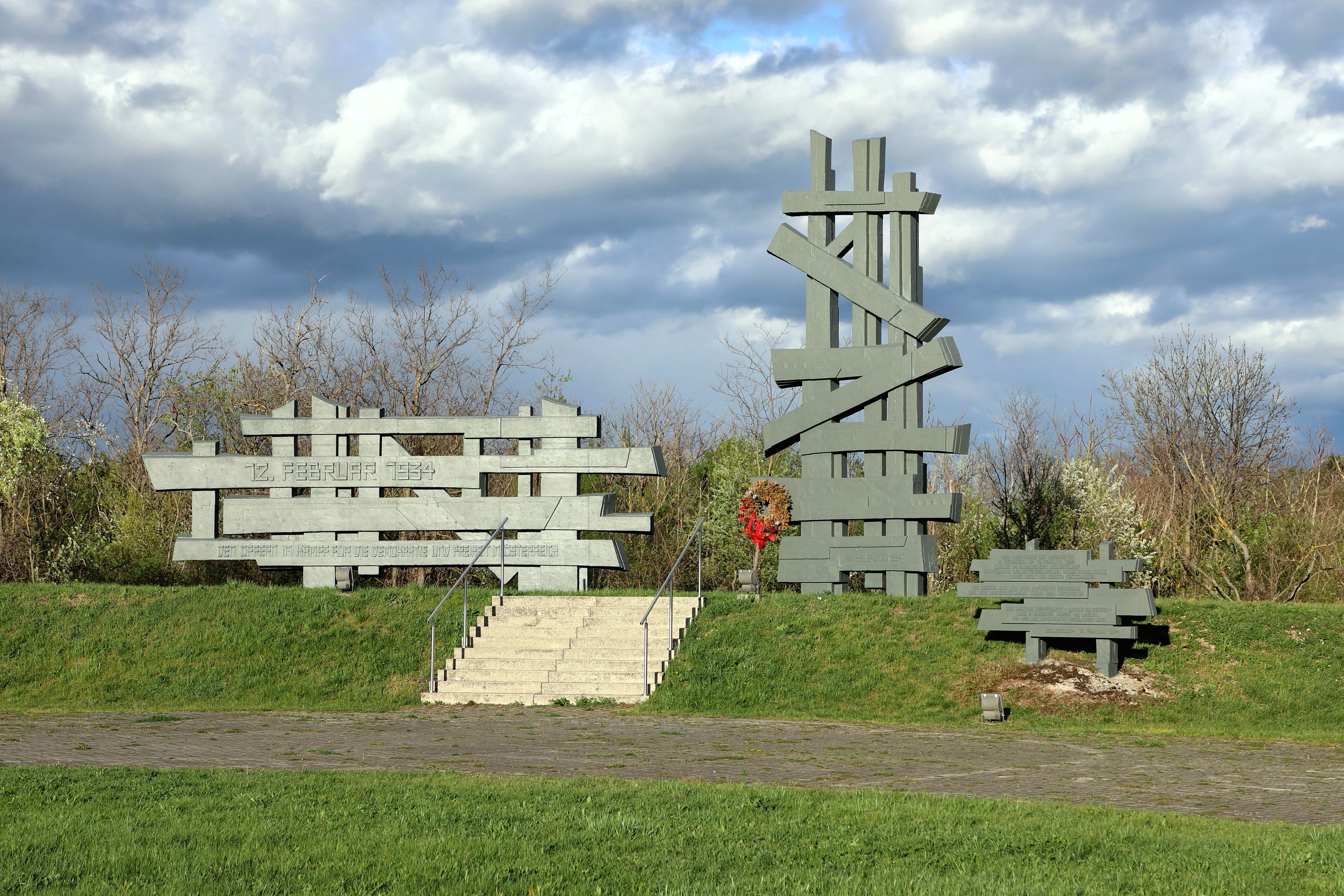
Mahnmal am Gelände des ehemaligen Anhaltelagers; 1974 errichtet

Während des Austrofaschismus wurde auf dem Gelände der Munitionsfabrik das Anhaltelager Wöllersdorf für politische Gefangene errichtet. Nach dessen Auflösung wurde Wöllersdorf 1938 in „Wöllersdorf-Trutzdorf“ umbenannt, 1945 erfolgte die Rückbenennung in Wöllersdorf.
Im Jahre 1972 wurden die beiden eigenständigen Gemeinden Wöllersdorf und Steinabrückl im Zuge der NÖ. Kommunalstrukturverbesserung zusammengelegt und im Jahre 1988 zur Marktgemeinde erhoben.
Im Juni 2005 wurden in Wöllersdorf Gräber aus der Bronzezeit sowie eine Kultstätte aus der jüngeren Eisenzeit gefunden.

### Bevölkerungsentwicklung
| Wöllersdorf-Steinabrückl: Einwohnerzahlen von 1869 bis 2025 | Wöllersdorf-Steinabrückl: Einwohnerzahlen von 1869 bis 2025 | Wöllersdorf-Steinabrückl: Einwohnerzahlen von 1869 bis 2025 | Wöllersdorf-Steinabrückl: Einwohnerzahlen von 1869 bis 2025 | Wöllersdorf-Steinabrückl: Einwohnerzahlen von 1869 bis 2025 |
| ----------------------------------------------------------- | ----------------------------------------------------------- | ----------------------------------------------------------- | ----------------------------------------------------------- | ----------------------------------------------------------- |
| Jahr                                                        |                                                             |                                                             |                                                             | Einwohner                                                   |
| 1869                                                        | 1869                                                        |                                                             | 2.235                                                       | 2.235                                                       |
| 1880                                                        | 1880                                                        |                                                             | 2.372                                                       | 2.372                                                       |
| 1890                                                        | 1890                                                        |                                                             | 2.495                                                       | 2.495                                                       |
| 1900                                                        | 1900                                                        |                                                             | 2.629                                                       | 2.629                                                       |
| 1910                                                        | 1910                                                        |                                                             | 3.178                                                       | 3.178                                                       |
| 1923                                                        | 1923                                                        |                                                             | 3.514                                                       | 3.514                                                       |
| 1934                                                        | 1934                                                        |                                                             | 3.079                                                       | 3.079                                                       |
| 1939                                                        | 1939                                                        |                                                             | 2.830                                                       | 2.830                                                       |
| 1951                                                        | 1951                                                        |                                                             | 2.561                                                       | 2.561                                                       |
| 1961                                                        | 1961                                                        |                                                             | 2.386                                                       | 2.386                                                       |
| 1971                                                        | 1971                                                        |                                                             | 2.451                                                       | 2.451                                                       |
| 1981                                                        | 1981                                                        |                                                             | 2.690                                                       | 2.690                                                       |
| 1991                                                        | 1991                                                        |                                                             | 3.192                                                       | 3.192                                                       |
| 2001                                                        | 2001                                                        |                                                             | 3.809                                                       | 3.809                                                       |
| 2011                                                        | 2011                                                        |                                                             | 4.188                                                       | 4.188                                                       |
| 2021                                                        | 2021                                                        |                                                             | 4.798                                                       | 4.798                                                       |
| 2025                                                        | 2025                                                        |                                                             | 5.094                                                       | 5.094                                                       |
| Quelle(n): Statistik Austria, Gebietsstand 1.1.2021         |                                                             |                                                             |                                                             |                                                             |

### Religion
Nach den Daten der Volkszählung 2001 sind 67,0 % der Einwohner römisch-katholisch und 5,8 % evangelisch. 3,5 % sind Muslime, 2,6 % gehören orthodoxen Kirchen an. 17,8 % der Bevölkerung haben kein religiöses Bekenntnis.

## Kultur und Sehenswürdigkeiten

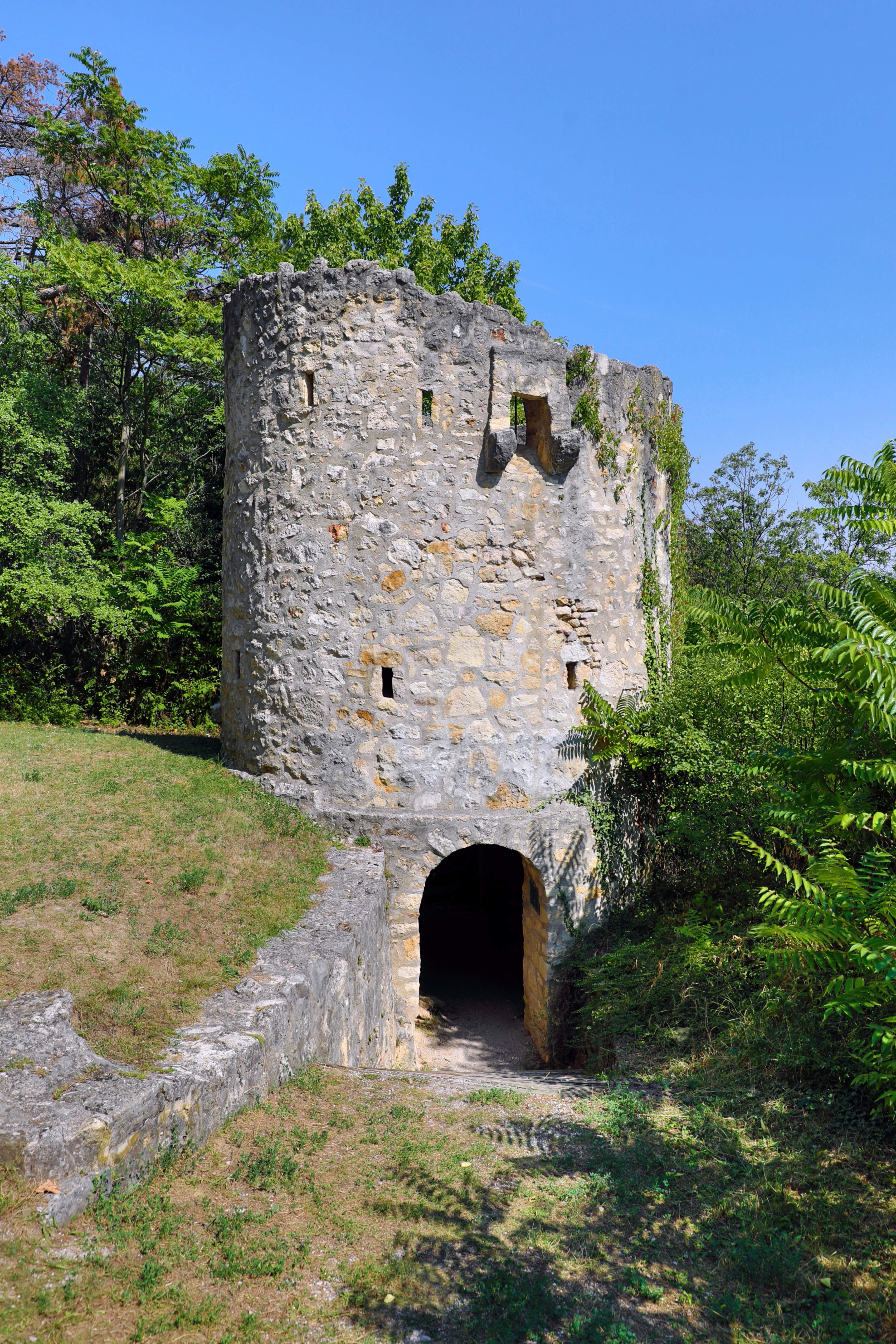
Ruine Höhlturm

- Ruine Höhlturm: Der Turm wurde in der zweiten Hälfte des 15. Jahrhunderts erbaut und diente als Schutz vor Räuberbanden. Konkret ist er die Sicherung der unterirdischen Höhlturmhöhle. Von dieser Höhle ist heute noch ein Teil, der so genannte „Tanzsaal“ zugänglich. Nach der Renovierung kann der Turm nun wieder betreten werden und bietet einen Panoramablick auf den Ort.
- Katholische Pfarrkirche Wöllersdorf hl. Georg
- Katholische Pfarrkirche Steinabrückl Unbefleckte Empfängnis
- Immakulatakloster Wöllersdorf: Das Gebäude wurde 1842 vom Steinbruchbesitzer Carl Vogel als Herrenhaus erbaut und 1924 von den Steyler Missionsschwestern übernommen.
- Schlössl Wöllersdorf: 1610–1710 errichtet, diente der Familie Schmid von Schmidsfelden als Wohnhaus, 2002 generalsaniert, heute befindet sich die Gemeindebibliothek in dem Gebäude.
- Villenkolonie: zehn 1914 entstandene Villen für die in den Wöllersdorfer Werken beschäftigten Offiziere
- Tatra-Museum: Auf insgesamt 700 Quadratmetern sind zurzeit 36 Oldtimer-Exponate zu besichtigen.

## Wirtschaft und Infrastruktur
Im Jahr 2001 gab es 180 nichtlandwirtschaftliche Arbeitsstätten. Im Rahmen der Erhebung 1999 wurden 29 land- und forstwirtschaftliche Betriebe gezählt. Nach der Volkszählung 2001 betrug die Zahl der Erwerbstätigen am Wohnort 1812 Personen. Die Erwerbsquote lag 2001 bei 48,98 Prozent.

### Unternehmen
- Wöllersdorfer Werke

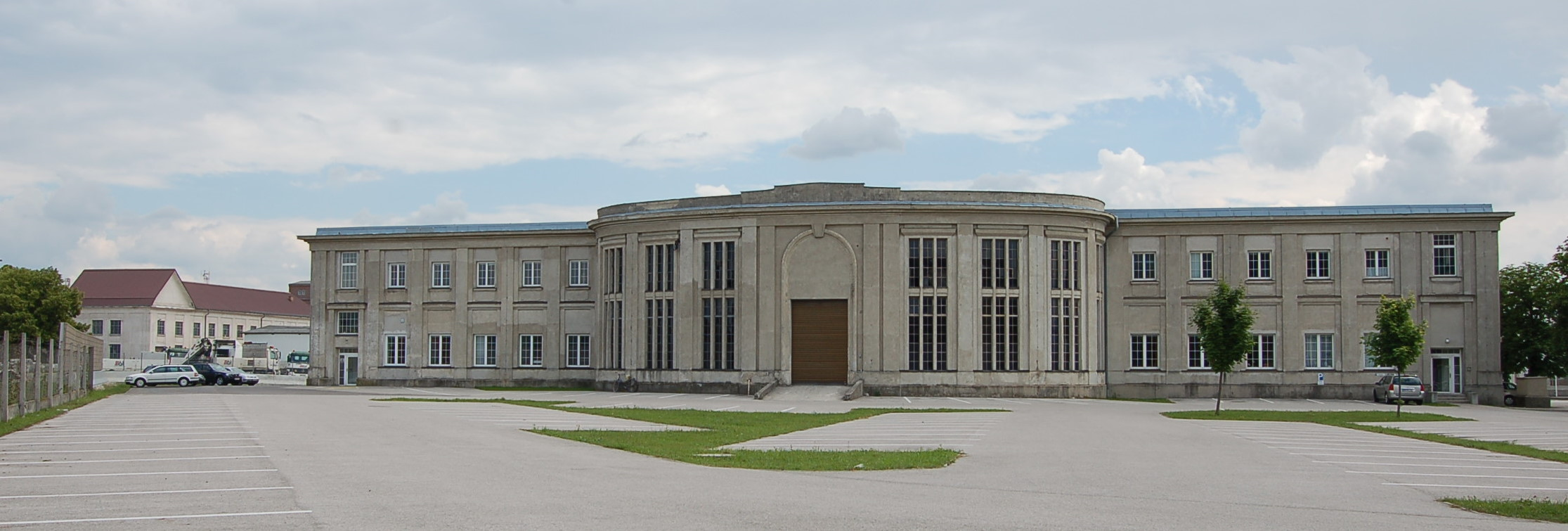
Bürogebäude der Kirchdorfer Gruppe, historisches Foto 2008

- Die Kirchdorfer Gruppe – regional besser bekannt als MABA oder MABA Fertigteilindustrie, dem Namen des größten Unternehmens an diesem Unternehmensstandort – betreibt in der Feuerwerksanstalt auf einer Betriebsfläche von 175.911 Quadratmetern und einer Hallenfläche von 26.000 Quadratmetern ein Betonfertigteilwerk mit eigenem Bahnanschluss. Die Büros sind im Schalthaus des ehemaligen Kraftwerks der Wöllersdorfer Werke untergebracht.[8]

### Verkehr

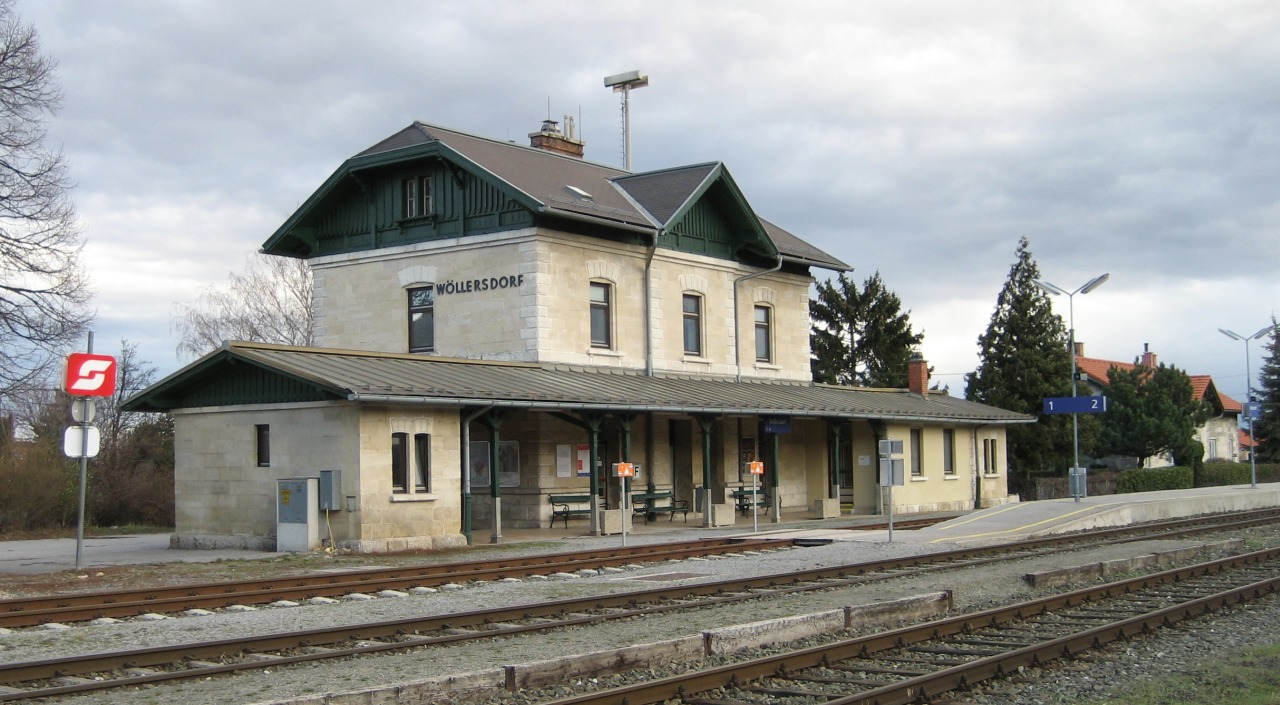
Bahnhof Wöllersdorf

- Straße: Die Gemeinde wird von der Süd Autobahn (A2) durchquert, die von Wien bis zur Staatsgrenze zu Italien bei Arnoldstein führt und in Wöllersdorf eine Anschlussstelle („Wöllersdorf/Wr. Neustadt-Nord“) hat. Durch das Ortsgebiet von Wöllersdorf und Feuerwerksanstalt verläuft die Gutensteiner Straße (B21), die von Wiener Neustadt nach Mariazell führt. Ein Seitenast (B21a) verläuft am Rande des Ortsgebiets von Steinbrückl nach Felixdorf, wo sie in die Wiener Neustädter Straße (B17) einmündet.
- Eisenbahn: Mit der Gutensteiner Bahn ist die Gemeinde seit 1. September 1877 durch die Eisenbahn erschlossen. Diese erhielt in Wöllersdorf einen Bahnhof und in Steinabrückl eine Haltestelle. Mit der Errichtung der Schneebergbahn, die eine Flügelstrecke von Bad Fischau nach Wöllersdorf errichtete, wurde am 15. April 1897 der Bahnhof Wöllersdorf zum Abzweigbahnhof und im Ortsteil Feuerwerksanstalt ein weiterer Bahnhof errichtet. Damit war Wöllersdorf auch mit Wiener Neustadt auf der Schiene verbunden. Bedingt durch die Übernahme der Schneebergbahn durch die Aspangbahn-Gesellschaft wurde eine Verbindungsstrecke von Sollenau (Aspangbahn) nach Feuerwerksanstalt errichtet, die am 27. August 1900 ihren Betrieb aufnahm. Diese war in Steinabrückl mit der Gutensteinerbahn verknüpft. Der Bahnhof Feuerwerksanstalt wurde dadurch ebenfalls zum Abzweigbahnhof. Durch den Anschluss an die Munitionsfabriken und -lager am Steinfeld, die ein umfangreiches Gleisnetz aufwiesen, stieg die Bedeutung des Bahnhofes Feuerwerksanstalt besonders zur Zeit des Ersten Weltkriegs weiter an. Am 4. Mai 1947 wurde die Verbindungsstrecke zwischen Sollenau (Aspangbahnhof) und Steinabrückl und am 28. Mai 1972 jene zwischen Steinabrückl und Feuerwerksanstalt wieder aufgelassen. Damit wurde der Bahnhof Steinabrückl zu einer Halte- und Ladestelle. Mit Einführung des neuen Taktfahrplans im Mai 1991 wurde der Personenverkehr zwischen Wittmannsdorf und Wöllersdorf aufgelassen, womit Steinabrückl seine direkte Verbindung nach Wien verlor. Seitdem läuft der gesamte Verkehr der Gutensteiner Bahn ausschließlich über Wiener Neustadt Hauptbahnhof. Nach Einstellung auch des Güterverkehrs wurde der Abschnitt der Gutensteiner Bahn zwischen Wittmannsdorf und Steinabrückl ganz aufgelassen und 2015 bis westlich des Bahnhofs (also auch im Bereich des Bahnhofs selbst) abgetragen.

## Politik

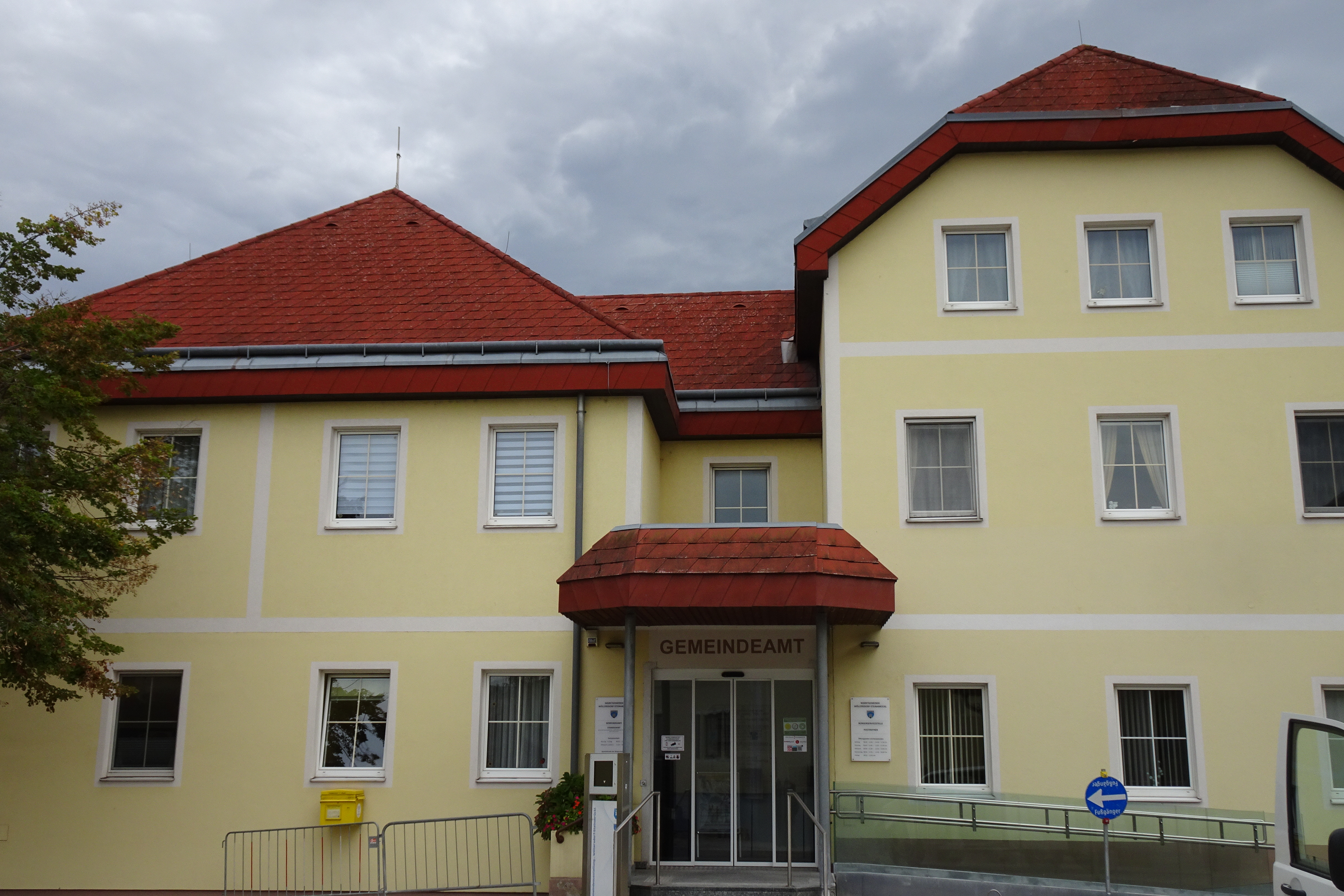
Gemeindeamt in Wöllersdorf

### Gemeinderat
Der Gemeinderat hat 25 Mitglieder.
- Mit den Gemeinderatswahlen in Niederösterreich 1990 hatte der Gemeinderat folgende Verteilung: 16 SPÖ, und 7 ÖVP. (23 Mitglieder)
- Mit den Gemeinderatswahlen in Niederösterreich 1995 hatte der Gemeinderat folgende Verteilung: 13 SPÖ, 5 Unabhängige Gemeinde Initiative, 4 ÖVP, und 1 FPÖ.[9]
- Mit den Gemeinderatswahlen in Niederösterreich 2000 hatte der Gemeinderat folgende Verteilung: 17 SPÖ, 3 ÖVP, 2 Unabhängige Gemeinde Initiative, und 1 FPÖ.[10]
- Mit den Gemeinderatswahlen in Niederösterreich 2005 hatte der Gemeinderat folgende Verteilung: 16 SPÖ, 5 ÖVP, und 2 Unabhängige Gemeinde Initiative.[11]
- Mit den Gemeinderatswahlen in Niederösterreich 2010 hatte der Gemeinderat folgende Verteilung: 8 SPÖ, 5 ÖVP, 5 Bürgerliste Wöllersdorf-Steinabrückl, 3 FPÖ, und 2 Unabhängige Gemeinde Initiative.[12] (23 Mitglieder)
- Mit den Gemeinderatswahlen in Niederösterreich 2015 hatte der Gemeinderat folgende Verteilung: 16 ÖVP, 4 SPÖ, 2 Bürgerliste Wöllersdorf-Steinabrückl, 2 FPÖ, und 1 Unabhängige Gemeindeinitiative.[13]
- Mit den Gemeinderatswahlen in Niederösterreich 2020 hatte der Gemeinderat folgende Verteilung: 15 ÖVP, 5 SPÖ, 2 FPÖ, 2 Unabhängige Gemeindeinitiative (UGI) und 1 Bürgerliste Wöllersdorf-Steinabrückl (BL).[14]
- Mit den Gemeinderatswahlen in Niederösterreich 2025 hat der Gemeinderat folgende Verteilung: 10 ÖVP, 7 SPÖ, 4 FPÖ, 2 Grüne, 1 Wahlvorschlag Werbik (LISTE) und 1 Unabhängige Gemeindeinitiative (UGI).[15]

### Bürgermeister
- bis 2010 Marianne Straub (SPÖ)
- 2010–2025 Gustav Glöckler (ÖVP)
- seit 2025 Florian Pfaffelmaier (ÖVP)

### Wappen
Blasonierung: „In blauem Schild ein aus dem Schildesfuß wachsender silberner Wehrturm mit schwarzer Toröffnung und schwarzen Schießscharten, der im Schildeshaupt von einer silbernen gequaderten Brücke überhöht wird.“
Die Wappenverleihung erfolgte am 31. März 1988. Gleichzeitig wurden die vom Gemeinderat festgesetzten Gemeindefarben
„Blau-Weiß“ genehmigt.

## Persönlichkeiten
Söhne und Töchter der Gemeinde
- Oscar Felsenfeld (1906–1978), österreichisch-US-amerikanischer Pathologe und Epidemiologe[17]
- Adrian Hoven (1922–1981), österreichischer Schauspieler
- Jakob Rosenfeld (1903–1952), österreichischer General und Arzt und Gesundheitsminister unter Mao Zedong
- Josef Staudigl (1807–1861), österreichischer Sänger (Bass)

Personen mit Bezug zur Gemeinde
- Viktor Gernot (* 1965), österreichischer Kabarettist; in Wöllersdorf aufgewachsen
- Claudia Durchschlag (* 1958), österreichische Politikerin; besuchte in Wöllersdorf die Volksschule